# Stamboom Claus van Amsberg (1926-2002)
Dit is de stamboom van Claus van Amsberg (1926-2002).
| Stamboom Claus van Amsberg (1926-2002)                                | Stamboom Claus van Amsberg (1926-2002)                                                    | Stamboom Claus van Amsberg (1926-2002)                                                    | Stamboom Claus van Amsberg (1926-2002)                                                    | Stamboom Claus van Amsberg (1926-2002)                                                    | Stamboom Claus van Amsberg (1926-2002)                                                                      | Stamboom Claus van Amsberg (1926-2002)                                                                      | Stamboom Claus van Amsberg (1926-2002)                                                                      | Stamboom Claus van Amsberg (1926-2002)                                                                      |
| --------------------------------------------------------------------- | ----------------------------------------------------------------------------------------- | ----------------------------------------------------------------------------------------- | ----------------------------------------------------------------------------------------- | ----------------------------------------------------------------------------------------- | --- | --- | --- | --- |
| Betovergrootouders                                                    | Joachim van Amsberg (1777-1842) x 1813 Anna Bernitt (1790-1846)                           | Friedrich von Passow (1803-1889) x 1830 Auguste von Bulow (1807-1881)                     | Felix von Gutschmid (1815-1856) x 1841 Caecilie von Bassewitz (1819-1874)                 | Matthias von Vieregge (1802-1845) x 1828 Marie Rahlenbeck (1802-1871)                     | Ludwig von dem Bussche-Haddenhausen (1772-1852) x 1819 Elisabeth van Malortie-Bimont (1802-1862)            | Peter de Salviati (1786-1856) x 1823 Marie Rahlenbeck (1802-1871)                                           | Clamor von dem Bussche Ippenburg (1800 - 1863) x 1847 Amalie Michaelis (1822-1901)                          | Franz von Chelius (1821-1899) x 1850 Marie Minet (1830-1896)                                                |
| Overgrootouders                                                       | Gabriel van Amsberg (1822-1899) x 1855 Marie van Pascow (1831-1904)                       | Gabriel van Amsberg (1822-1899) x 1855 Marie van Pascow (1831-1904)                       | Leopold van Vieregge (1832-1893) x 1862 Agnes van Gutschmidt (1842-1924)                  | Leopold van Vieregge (1832-1893) x 1862 Agnes van Gutschmidt (1842-1924)                  | Julius von dem Bussche-Haddenhausen (1827-1882) x 1865 Juliane von Salviati (1834-1892)                     | Julius von dem Bussche-Haddenhausen (1827-1882) x 1865 Juliane von Salviati (1834-1892)                     | Eberhard von dem Bussche-Ippenburg (1851-1937) x 1875 Barbara von Chelius (1856-1949)                       | Eberhard von dem Bussche-Ippenburg (1851-1937) x 1875 Barbara von Chelius (1856-1949)                       |
| Grootouders                                                           | Wilhelm van Amsberg (1856-1929) x 1889 Elise van Vieregge (1866-1951)                     | Wilhelm van Amsberg (1856-1929) x 1889 Elise van Vieregge (1866-1951)                     | Wilhelm van Amsberg (1856-1929) x 1889 Elise van Vieregge (1866-1951)                     | Wilhelm van Amsberg (1856-1929) x 1889 Elise van Vieregge (1866-1951)                     | Georg von dem Bussche-Haddenhausen (1869-1923) x 1896 Gabrielle Marie von dem Bussche-Ippenburg (1877-1973) | Georg von dem Bussche-Haddenhausen (1869-1923) x 1896 Gabrielle Marie von dem Bussche-Ippenburg (1877-1973) | Georg von dem Bussche-Haddenhausen (1869-1923) x 1896 Gabrielle Marie von dem Bussche-Ippenburg (1877-1973) | Georg von dem Bussche-Haddenhausen (1869-1923) x 1896 Gabrielle Marie von dem Bussche-Ippenburg (1877-1973) |
| Ouders                                                                | Klaus Felix van Amsberg (1890-1953) x 1924 Gösta von dem Bussche-Haddenhausen (1902-1996) | Klaus Felix van Amsberg (1890-1953) x 1924 Gösta von dem Bussche-Haddenhausen (1902-1996) | Klaus Felix van Amsberg (1890-1953) x 1924 Gösta von dem Bussche-Haddenhausen (1902-1996) | Klaus Felix van Amsberg (1890-1953) x 1924 Gösta von dem Bussche-Haddenhausen (1902-1996) | Klaus Felix van Amsberg (1890-1953) x 1924 Gösta von dem Bussche-Haddenhausen (1902-1996)                   | Klaus Felix van Amsberg (1890-1953) x 1924 Gösta von dem Bussche-Haddenhausen (1902-1996)                   | Klaus Felix van Amsberg (1890-1953) x 1924 Gösta von dem Bussche-Haddenhausen (1902-1996)                   | Klaus Felix van Amsberg (1890-1953) x 1924 Gösta von dem Bussche-Haddenhausen (1902-1996)                   |
| Claus van Amsberg (1926-2002) x 1966 Beatrix van Oranje-Nassau (1938) |                                                                                           |                                                                                           |                                                                                           |                                                                                           | | | | |
| Kinderen                                                              | Willem-Alexander (1967) x 2002 Máxima Zorreguieta (1971)                                  | Willem-Alexander (1967) x 2002 Máxima Zorreguieta (1971)                                  | Willem-Alexander (1967) x 2002 Máxima Zorreguieta (1971)                                  | Friso (1968-2013) x 2004 Mabel Wisse Smit (1968)                                          | Friso (1968-2013) x 2004 Mabel Wisse Smit (1968)                                                            | Constantijn (1969) x 2001 Laurentien Brinkhorst (1966)                                                      | Constantijn (1969) x 2001 Laurentien Brinkhorst (1966)                                                      | Constantijn (1969) x 2001 Laurentien Brinkhorst (1966)                                                      |
| Kleinkinderen                                                         | Catharina-Amalia (2003)                                                                   | Alexia (2005)                                                                             | Ariane (2007)                                                                             | Luana (2005)                                                                              | Zaria (2006)                                                                                                | Eloise (2002)                                                                                               | Claus-Casimir (2004)                                                                                        | Leonore (2006)                                                                                              |